# Tricyphona septentrionalis
Tricyphona (Tricyphona) septentrionalis là một loài ruồi trong họ Pediciidae. Chúng phân bố ở vùng sinh thái Nearctic.